# التهاب مجاورات الرحم
التهاب مجاورات الرحم (بالإنجليزية: Parametritis)‏ (هو التهاب الأنسجة الضامة المتاخمة للرحم).
يعدّ شكلا من أشكال مرض التهاب الحوض.